# 丸岡インターチェンジ
丸岡インターチェンジ（まるおかインターチェンジ）は、福井県坂井市丸岡町小黒にある北陸自動車道のインターチェンジである。

## 歴史
- 1973年（昭和48年）10月17日 - 当IC - 小松IC間の開通に伴い[1][4][5][6]、供用開始[1][2]。
- 1975年（昭和50年）9月9日 - 当IC - 福井IC間が開通[1][5][6]。
- 2018年（平成30年） - 当IC - 加賀IC間において、大雪時にタイヤチェーンの装着が義務化される区間に指定（スタッドレスタイヤ装着車両も対象）[7][8][9]。
- 2023年（令和5年）8月31日 - 料金所がETC専用になる[10]。

## 道路
- E8 北陸自動車道（10番）

直接接続
- 福井県道38号丸岡インター線[2]

上記の道路のほか、当ICから福井港に至る地域高規格道路の福井港丸岡インター連絡道路が計画されている。
間接接続
- 福井県道17号勝山丸岡線
- 国道8号

## 料金所
- ブース数：5

### 入口
- ブース数：2
  - ETC専用：1
  - ETC・サポート：1

### 出口
- ブース数：3
  - ETC専用：2
  - サポート：1

## 周辺
- 霞ヶ城公園
  - 丸岡城
- 坂井市立丸岡図書館
- 一筆啓上 日本一短い手紙の館
- 坂井市役所丸岡支所
- 丸岡バスターミナル
- 坂井市立丸岡中学校

## 丸岡バスストップ
- 出口料金所の外側に所在。盛土の地盤上にあり、歩行者の出入口は階段のみとなっている。
- 1km以内に京福バスやコミュニティバス「ぐるっと坂井」の停留所が複数あるが、坂井市、もしくはあわら市内各鉄道駅からの公共交通アクセスに乏しいという問題がある。

### 停車する高速バス路線
- 福井 - 小松空港（京福バス）

福井県内にある他停留所との間の乗降はできず、小松空港との間のみ利用可能。

## 隣
E8 北陸自動車道
(9)福井北JCT・IC - (10)丸岡IC - 女形谷PA - (11)金津IC